# Благодатне (Криворізький район)
Благодатне (до 1 квітня 2016 — Чапа́євка) — село в Україні, у Широківській селищній громаді Криворізького району Дніпропетровської області.
Населення — 475 мешканців.

## Географія
Село Благодатне розташоване на відстані 0,5 км від села Григорівка, за 1 км від села Новоукраїнка та за 2,5 км — село Надія. Навколо села кілька іригаційних каналів.

## Історія
До 30-х років село називалося Охримівка.
2002 — в село переведений адміністративний центр сільської ради.
За радянських часів і до 2016 року село носило назву Чапаєвка.

## Населення

### Мова
Розподіл населення за рідною мовою за даними перепису 2001 року:
| Мова       | Кількість | Відсоток |
| ---------- | --------- | -------- |
| українська | 427       | 89.89%   |
| російська  | 38        | 8.00%    |
| білоруська | 10        | 2.11%    |
| Усього     | 475       | 100%     |

## Економіка
- ТОВ «Чапаєвське».

## Об'єкти соціальної сфери
- Школа.
- Дитячий садочок.
- Амбулаторія.
- Будинок культури.

## Інтернет-посилання
- Погода в селі Благодатне [Архівовано 20 грудня 2011 у Wayback Machine.]